# Cryptorhamphidae
Famille
Les Cryptorhamphidae sont une famille d'insectes hétéroptères (punaises), de la super-famille des Lygaeoidea.

## Description
Ces punaises ont le corps allongé, de couleur brun-jaune, grossièrement ponctué, d'une taille de 4,5 mm à 8 mm. La tête présente des buccules allongées vers l'arrière, presque jusqu'à sa base. Les antennes ont 4 articles, le premier plus fort et le dernier en massue. Les ocelles sont séparés par une suture. Le scutellum n'a pas de carène médiane. La corie présente des nervures bien marquées, soit les costale, subcostale, radiale, médiane et cubitale, La membrane comporte 4 à 6 veines formant un réticule. Les stigmates abdominaux sont dorsaux. Des groupes de 3 trichobothries sont présentes uniquement sur les sternites 5 et 6. Le 9e latérotergite est séparé en deux. Des cicatrices des glandes odoriférantes sont visibles chez les adultes entre les tergites 4-5 et 5-6,,.

## Répartition et habitat
Cette petite famille est restreinte au sud de l'Australie, à la Tasmanie et aux îles Fidji,,.

## Biologie
Leur biologie n'est pratiquement pas connue. Certaines ont été récoltées sur des graminées poussant en touffes (Poaceae notamment), souvent sur les épis de graines, d'autres ont été trouvées au sol, sous des plantes. Cryptorhamphus orbus a également été trouvée sur Chenopodiaceae, Fabaceae, Mimosaceae et Myrtaceae.

## Systématique
Ce taxon a été créé en 1865 par l'entomologiste suédois Carl Stål pour le genre Cryptorhamphus qu'il avait décrit en 1859, mais sans qu'il soit repris ultérieurement, pas même par Stål lui-même lorsque décrit le second, Gonystus. Ces deux genres sont alors placés dans les Cymini (Cyminae) au sein des Lygaeidae au sens large. En 1967, Pavel Štys suggère de les placer dans une tribu séparée sur la base de critères morphologiques. Hamid, en 1971, à l'occasion de la découverte et de la description de deux nouvelles espèces, suit cette direction et rétablit la sous-famille de Stål en y incluant Gonystus. Enfin, Thomas J. Henry, dans son étude sur les Lygaeoidea de 1997, l'élève au rang de famille,,.
Elle ne compte que 2 genres, chacun avec 2 espèces. Il n'y pas de fossiles connus. Un catalogue est consultable en ligne sur le site Lygaeoidea Species File.

### Liste des genres
Selon BioLib (30 octobre 2022), corrigé à partir de Lygaeoidea Species File :
- genre Cryptorhamphus Stål, 1859.
- genre Gonystus Stål, 1874.